# قاجار (آق‌سو)
قاجار (به لاتین: Kadzhar) یک منطقه مسکونی در جمهوری آذربایجان است که در شهرستان آق‌سو واقع شده است.